# ۵ دقیقه تنها
«۵ دقیقه تنها» (به انگلیسی: 5 Minutes Alone) تک‌آهنگی از گروه موسیقی موسیقی هوی متال پنترا است که در سال ۱۹۹۴ میلادی منتشر شد.